# Nothoscordum vigilense
Nothoscordum vigilense är en amaryllisväxtart som beskrevs av Pierfelice Ravenna. Nothoscordum vigilense ingår i släktet vaniljlökar, och familjen amaryllisväxter. Inga underarter finns listade i Catalogue of Life.